# ウエディングシアター
『ウエディングシアター』は、2013年4月7日から同年9月29日までTBSテレビで放送されていた結婚式場関連の情報番組である。マイナビ（「マイナビウエディング」名義）の一社提供。全26回。放送時間は毎週日曜 12:54 - 13:00 （日本標準時）。

## 概要
毎回一般の男女1組が挙げた結婚式の模様と、挙式に使われた結婚式場を紹介していたミニ番組。番組は福田彩乃のナレーションで進行。2人が知り合ってから挙式を決めるまでの歩みを紹介する映像には、毎回キン・シオタニが描くイラストを用いていた。
番組タイトルの表記には揺れがあり、TBSの公式サイトでは「マイナビウエディングPresentsウエディングシアター〜ふたりらしい愛のカタチ〜」、番組表上では「ウエディングシアター〜ふたりらしい愛のカタチ〜」と記されている。
番組の終了後、替わって火曜21:54枠で『ウエディングステージ』がスタートした。